# SPD Tharros 1905
SPD Tharros 1905 (wł. Società Polisportiva Dilettantistica Tharros 1905) – włoski klub piłkarski, mający siedzibę w mieście Oristano, na Sardynii, grający od sezonu 2018/19 w rozgrywkach Promozione Sardegna.

## Historia
Chronologia nazw:
- 1905: Società Ginnastica Tharros
- 1938: Dopolavoro Comunale Arborense
- 1945: Società Polisportiva Tharros
- 1970: Polisportiva Tharros
- 200?: Società Polisportiva Dilettantistica Tharros 1905

Klub sportowy SG Tharros został założony w miejscowości Oristano w 1905 roku. Początkowo rozgrywał mecze towarzyskie. W 1938 klub przyjął nazwę Dopolavoro Comunale Arborense i po przyłączeniu do FIGC w sezonie 1938/39 debiutował w rozgrywkach Prima Divisione Sardegna (D4). W 1943 roku na terenie Włoch rozpoczęto działania wojenne II wojny światowej, wskutek czego mistrzostwa 1943/44 zostały odwołane.
Po zakończeniu II wojny światowej, klub wznowił działalność w 1945 roku i z nazwą SP Tharros został zakwalifikowany do Prima Divisione Sardegna (D4). W 1948 roku w wyniku reorganizacji systemu lig poziom Prima Divisione został obniżony do piątego stopnia. W 1952 roku w wyniku kolejnej reorganizacji systemu lig poziom Prima Divisione został obniżony do szóstego stopnia. W 1953 zespół otrzymał awans do Promozione Sardegna. Po zakończeniu sezonu 1956/57 klub spadł do Prima Categoria Sardegna. W 1967 roku awansował do Serie D. W 1970 klub zmienił nazwę na Polisportiva Tharros. W 1972 klub został zdegradowany do Promozione Sardegna, a w 1974 wrócił do Serie D. W 1976 roku znów spadł do Promozione Sardegna. Przed rozpoczęciem sezonu 1978/79 Serie C została podzielona na dwie dywizje: Serie C1 i Serie C2, wskutek czego poziom Promozione został obniżony do szóstego stopnia. W 1981 klub awansował do Campionato Interregionale, ale po roku znów spadł do Promozione Sardegna. W 1983 wrócił do Campionato Interregionale. W 1992 został zdegradowany do Eccellenza Sardegna, w 1999 do Promozione Sardegna, a w 2001 do Prima Categoria Sardegna. W 2002 awansował do Promozione Sardegna, w 2003 do Eccellenza Sardegna. W 2007 zespół znów spadł do Promozione Sardegna, a w 2008 do Prima Categoria Sardegna. W 2009 spadł na rok do Seconda Categoria Sardegna (D9), a w 2011 znów został oddelegowany do Seconda Categoria. Potem przyjął nazwę SPD Tharros 1905.
W 2014 klub wrócił do Prima Categoria Sardegna. Przed rozpoczęciem sezonu 2014/15 wprowadzono reformę systemy lig, wskutek czego Prima Categoria awansowała na siódmy poziom. W 2015 zespół otrzymał promocję do Promozione Sardegna. W 2018 spadł do Prima Categoria. W sezonie 2019/20 zwyciężył w grupie B Prima Categoria Sardegna i został promowany do Promozione Sardegna.

## Barwy klubowe, strój
|  |  |

Klub ma barwy biało-czerwone. Zawodnicy domowe spotkania zazwyczaj grają w pasiastych pionowo biało-czerwonych koszulkach, czerwonych spodenkach oraz czerwonych getrach.

## Sukcesy

### Trofea międzynarodowe
Nie uczestniczył w rozgrywkach europejskich (stan na 31-05-2020).

### Trofea krajowe
| \| \| Zdobyte trofea w rozgrywkach Włoch (stan na: 31-08-2020) \| |                                                          |      |          |
| Rozgrywki                                                         | Osiągnięcie                                              | Razy | Sezon(y) |
| · Mistrzostwo                                                     | I miejsce                                                | 0    |          |
| · Mistrzostwo                                                     | II miejsce                                               | 0    |          |
| · Mistrzostwo                                                     | III miejsce                                              | 0    |          |
| · Puchar                                                          | zdobywca                                                 | 0    |          |
| · Puchar                                                          | finalista                                                | 0    |          |
| II liga                                                           | I miejsce                                                | 0    |          |
| II liga                                                           | II miejsce                                               | 0    |          |
| II liga                                                           | III miejsce                                              | 0    |          |
| Włochy                                                            | Zdobyte trofea w rozgrywkach Włoch (stan na: 31-08-2020) |      |          |

- Serie D (D4):
  - 5.miejsce (1x): 1974/75 (F)

## Struktura klubu

### Stadion
Klub piłkarski rozgrywa swoje mecze domowe na Stadio Comunale Tharros, w mieście Oristano o pojemności 3 tys. widzów.

### Derby
- ASD Alghero 1945
- Arzachena Academy Costa Smeralda
- Olbia Calcio 1905
- Nuorese Calcio 1930
- Sant'Elena QCU
- US Tempio 1946
- ASD Torres